# León Vandooren
León Vandooren fue un deportista belga que compitió en remo. Ganó una medalla de bronce en el Campeonato Europeo de Remo de 1930, en la prueba de cuatro sin timonel.

## Palmarés internacional
| Campeonato Europeo | Campeonato Europeo | Campeonato Europeo | Campeonato Europeo |
| Año                | Lugar              | Medalla            | Prueba             |
| ------------------ | ------------------ | ------------------ | ------------------ |
| 1930               | Lieja (Bélgica)    | Medalla de bronce  | Cuatro sin timonel |